# Alamosa County
Alamosa County ist eine Verwaltungseinheit (County) im südlichen Teil des US-Bundesstaates Colorado in einer dünn besiedelten Region im San Luis Valley. Die Hauptstadt ist Alamosa.

## Orte und angrenzende Counties
Die Hauptstadt Alamosa mit 8.780 Einwohnern (2010) und das direkt angrenzende Alamosa East mit 1.458 Einwohnern beheimaten zusammen bereits zwei Drittel aller Einwohner des Alamosa Countys. Beide sind durch eine Brücke über den Rio Grande verbunden.
Von Alamosa aus gesehen führen
- südlich der U.S. Highway 285 über La Fruto, Henry, Hartner und Estrella in den angrenzenden Conejos County und weiter nach New Mexico,
- südwestlich eine lokale Straße als Abzweig des Highway 285 nach Waverly,
- östlich der U.S. Highway 160 in die beiden benachbarten Counties Costilla County und Huerfano County,
- westlich beide Highways gemeinsam nach Monte Vista im Rio Grande County und
- nördlich eine Straße über Mosca und Hooper in den angrenzenden Saguache County.

## Demografische Daten

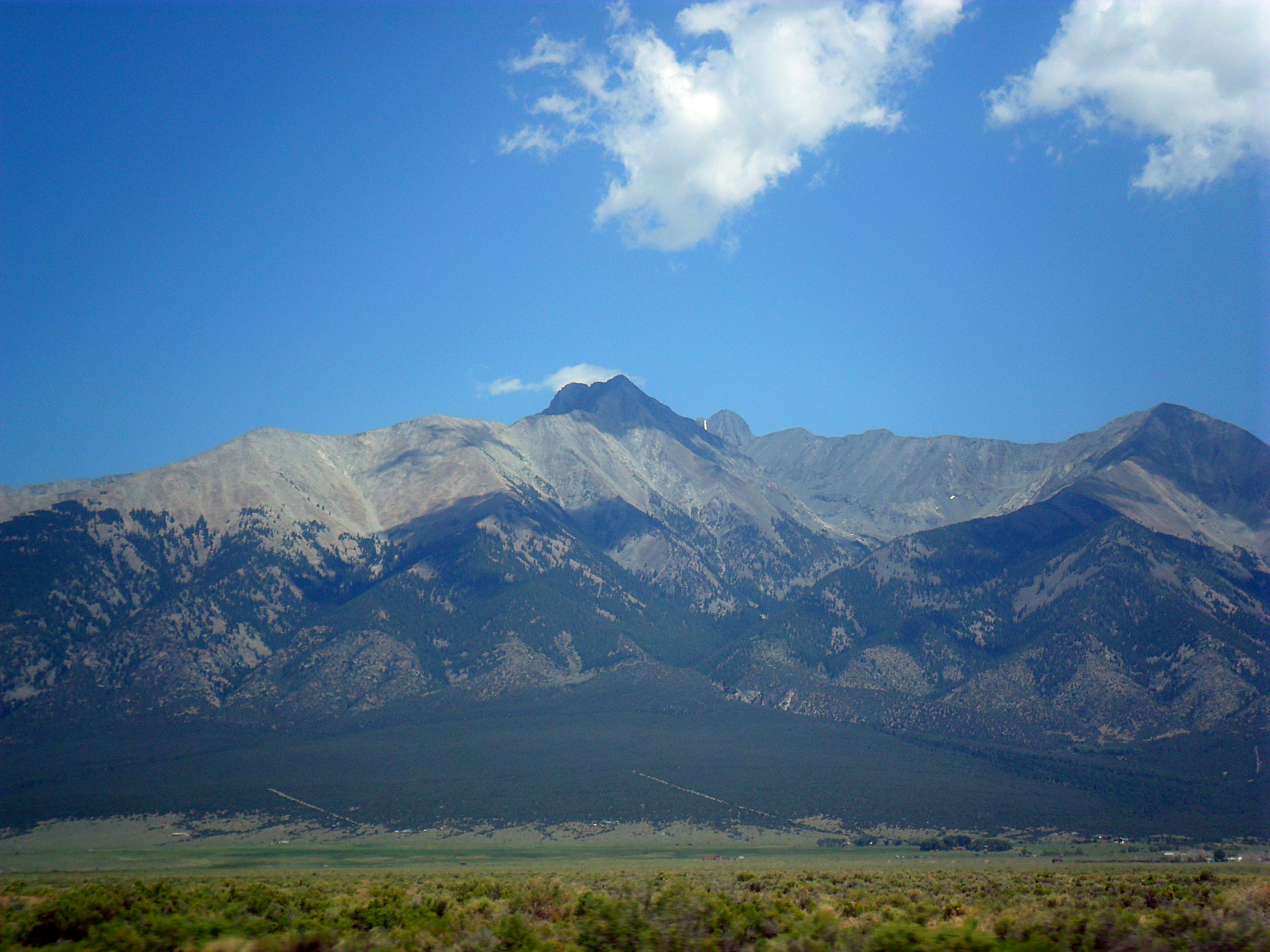
Der Blanca Peak

Nach der Volkszählung im Jahr 2000 lebten im County 14.966 Menschen. Es gab 5.467 Haushalte und 3.651 Familien. Die Bevölkerungsdichte betrug 8 Einwohner pro Quadratkilometer. Ethnisch betrachtet setzte sich die Bevölkerung zusammen aus 71,19 Prozent Weißen, 0,97 Prozent Afroamerikanern, 2,34 Prozent amerikanischen Ureinwohnern, 0,82 Prozent Asiaten, 0,19 Prozent Bewohnern aus dem pazifischen Inselraum und 20,34 Prozent aus anderen ethnischen Gruppen; 4,16 Prozent stammten von zwei oder mehr Ethnien ab. 41,41 Prozent der Bevölkerung waren spanischer oder lateinamerikanischer Abstammung.
Von den 5.467 Haushalten hatten 35,3 Prozent Kinder und Jugendliche unter 18 Jahre, die bei ihnen lebten. 50,5 Prozent waren verheiratete, zusammenlebende Paare, 11,7 Prozent waren allein erziehende Mütter. 33,2 Prozent waren keine Familien. 27,3 Prozent waren Singlehaushalte und in 8,7 Prozent lebten Menschen im Alter von 65 Jahren oder darüber. Die Durchschnittshaushaltsgröße betrug 2,56 und die durchschnittliche Familiengröße lag bei 3,14 Personen.
Auf das gesamte County bezogen setzte sich die Bevölkerung zusammen aus 27,2 Prozent Einwohnern unter 18 Jahren, 15,9 Prozent zwischen 18 und 24 Jahren, 26,7 Prozent zwischen 25 und 44 Jahren, 20,6 Prozent zwischen 45 und 64 Jahren und 9,6 Prozent waren 65 Jahre alt oder darüber. Das Durchschnittsalter betrug 31 Jahre. Auf 100 weibliche Personen kamen 99,0 männliche Personen, auf 100 Frauen im Alter ab 18 Jahren kamen statistisch 95,3 Männer.
Das jährliche Durchschnittseinkommen eines Haushalts betrug 29.447 USD, das Durchschnittseinkommen der Familien betrug 38.389 USD. Männer hatten ein Durchschnittseinkommen von 27.733 USD, Frauen 22.806 USD. Das Prokopfeinkommen betrug 15.037 USD. 21,3 Prozent der Bevölkerung und 15,6 Prozent der Familien lebten unterhalb der Armutsgrenze. Darunter waren 27,4 Prozent der Bevölkerung unter 18 Jahren und 13,9 Prozent der Einwohner ab 65 Jahren.

## Kultur und Sehenswürdigkeiten

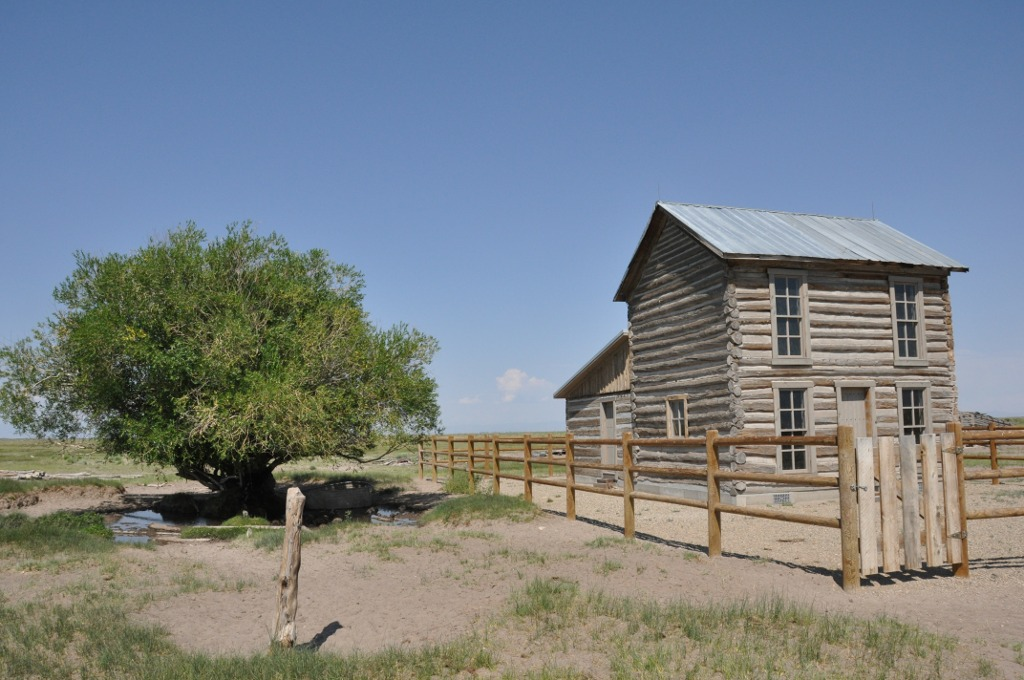
Trujillo Homesteads (2012). Diese historische Farm aus den 1860er Jahren geht auf Teofilo Trujillo zurück und gilt heute als National Historic Landmark.

15 Bauwerke und historische Bezirke (Historic Districts) des Countys sind im National Register of Historic Places („Nationales Verzeichnis historischer Orte“; NRHP) eingetragen (Stand 25. Juli 2022), darunter das Gerichts- und Verwaltungsgebäude des County, drei Kirchen und die Superintendent’s Residence am Eingang zum Great-Sand-Dunes-Nationalpark. Die Trujillo Homesteads haben seit Februar 2012 den Status eines National Historic Landmarks („Nationales historisches Wahrzeichen“).